# Гагарінський сільський округ
Гага́рінський сільський округ (каз. Гагарин ауылдық округі, рос. Гагаринский сельский округ) — адміністративна одиниця у складі Бухар-Жирауського району Карагандинської області Казахстану. Адміністративний центр — село Гагарінське.
Населення — 887 осіб (2021; 1149 у 2009, 990 у 1999, 936 у 1989).
Станом на 1989 рік існувала Гагарінська сільська рада (села Гагарінське, Калінінське) ліквідованого Тельманського району.

## Склад
До складу округу входять такі населені пункти:
| Населений пункт   | Населення, осіб (1989) | Населення, осіб (1999) | Населення, осіб (2009) | Населення, осіб (2021) |
| ----------------- | ---------------------- | ---------------------- | ---------------------- | ---------------------- |
| Гагарінське, село | 683                    | 730                    | 758                    | 651                    |
| Садове, село      | 253                    | 260                    | 391                    | 236                    |